# Shaka King
Shaka King (New York, 7 marzo 1980) è un regista, sceneggiatore e produttore cinematografico statunitense, noto per aver scritto e diretto il film Judas and the Black Messiah.

## Biografia
King, figlio unico, è nato il 7 marzo 1980 a Crown Heights ed è cresciuto a Bedford-Stuyvesant, entrambi quartieri di Brooklyn, New York City. I genitori sono originari delle Barbados e di Panama.
King dopo aver scoperto la sua passione per la scrittura durante gli anni del liceo, ha conseguito una laurea in scienze politiche e ha iniziato a lavorare come consulente e nel mentre a scrivere sceneggiature. Nel 2007 ha svolto un corso di cinema tenuto da Spike Lee presso la Tisch School of the Arts all'Università di New York.
Shaka vive nel distretto di Brooklyn.

## Carriera
Il primo lungometraggio diretto da King, Newlyweeds, una commedia che parla di una giovane coppia che vive nel quartiere di Bedford-Stuyvesant, è stato presentato in anteprima al Sundance Film Festival nel 2013; mentre nel 2017 ha diretto un cortometraggio, intitolato LaZercism, con Lakeith Stanfield, che tratta la tematica del razzismo. Stanfield ha recitato anche nel secondo lungometraggio di King, Judas and the Black Messiah, pellicola sulla biografia dell'attivista afroamericano Fred Hampton.

## Filmografia

### Cinema

#### Regista
- Cocoa Loco - cortometraggio (2009)
- Herkimer DuFrayne 7th Grade Guidance Counselor - cortometraggio (2010)
- Mulignans - cortometraggio (2015)
- LaZercism - cortometraggio (2017)
- Newlyweeds (2013)
- Judas and the Black Messiah (2021)

#### Sceneggiatore
- Herkimer DuFrayne 7th Grade Guidance Counselor, regia di Shaka King - cortometraggio (2010)
- Mulignans, regia di Shaka King - cortometraggio (2015)
- LaZercism, regia di Shaka King - cortometraggio (2017)
- Newlyweeds, regia di Shaka King (2013)
- Judas and the Black Messiah, regia di Shaka King (2021)

#### Produttore
- Mariachi, regia di Elena Greenlee - cortometraggio (2009)
- Herkimer DuFrayne 7th Grade Guidance Counselor, regia di Shaka King - cortometraggio (2010)
- Mulignans, regia di Shaka King - cortometraggio (2015)
- LaZercism, regia di Shaka King - cortometraggio (2017)
- Newlyweeds, regia di Shaka King (2013)
- Judas and the Black Messiah, regia di Shaka King (2021)

### Televisione

#### Regista
- High Maintenance - serie TV, 2 episodi (2016)
- People of Earth - serie TV, 5 episodi (2016-2017)
- Shrill - serie TV, 4 episodi (2019-2020)

#### Sceneggiatore
- High Maintenance - serie TV, 2 episodi (2016)
- Random Acts of Flyness - serie TV, 1 episodio (2018)

## Riconoscimenti
- Premio Oscar
  - 2021 – Candidatura per il miglior film per Judas and the Black Messiah
  - 2021 – Candidatura per la migliore sceneggiatura originale per Judas and the Black Messiah[9]
- MTV Movie & TV Awards
  - 2021 – Candidatura per il miglior film per Judas and the Black Messiah[10]
- Writers Guild of America Award
  - 2021 –Candidatura per la miglior sceneggiatura originale per Judas and the Black Messiah[11]